# Grove papierschelp
De grove papierschelp (Thracia villosiuscula) is een tweekleppigensoort uit de familie van de Thraciidae. De wetenschappelijke naam van de soort is voor het eerst geldig gepubliceerd in 1827 door MacGillivray.